# Дудино (Московская область)
 Дудино  — село в городском округе Серебряные Пруды Московской области.

## География
Находится в южной части Московской области на расстоянии приблизительно 2 км на северо-запад по прямой от окружного центра посёлка Серебряные Пруды.

## История
В конце XIX века в селе имение графа С. Д. Шереметева, шелкомотальная фабрика, винокуренный завод (с 1911 года). В состав села вошла Малая Петровка (4 двора и 19 человек в 1926 год). В самом селе было 110 дворов. В годы коллективизации был организован колхоз им. М. Горького, позднее работал совхоз «Серебряные Пруды» и колхоз им. Ленина. В 1974 году 105 дворов. В период 2006—2015 годов входило в городского поселения Серебряные Пруды Серебряно-Прудского района.

## Население
Постоянное население составляло 600 человек (1926 год), 312 (1974), 342 в 2002 году (русские 96 %), 332 в 2010.